# Marion (Ohio)
Marion település az Amerikai Egyesült Államok Ohio államában, Marion megyében, melynek megyeszékhelye is. Lakosainak száma 35 999 fő (2020. április 1.).

## Népesség
A település népességének változása:

| 2010 | 36 837 |
| 2020 | 35 999 |